# James Birney (1792–1857)
James Gillespie Birney (ur. 4 lutego 1792 w Danville, zm. 25 listopada 1857 w Perth Amboy) – amerykański abolicjonista i polityk Partii Wolności. Kandydat na urząd prezydenta z ramienia tej formacji w 1840 i 1844 roku.

## Życiorys
Birney urodził się 4 lutego 1792 roku w Danville, jako syn irlandzkich imigrantów, pochodzących z Ulsteru. Ukończył studia prawnicze i rozpoczął praktykę zawodową, a w 1816 roku wygrał wybory do legislatury stanowej Kentucky. Dwa lata później przeniósł się do Alabamy, gdzie zasiadał w legislaturze, w której przyczynił się do wzmocnienia emancypacji niewolników i zakazu sprzedawania tych z nich, których przywieziono z innych stanów. Pod koniec lat 20. został wybrany na burmistrza Hunstville. W 1828 roku był elektorem popierającym Johna Quincy’ego Adamsa.
W 1837 roku został zastępcą sekretarza Amerykańskiego Stowarzyszenia Antyniewolniczego, które wkrótce potem rozpadło się na dwie frakcje. Mniej radykalne skrzydło uformowało Partię Wolności, której Birney został liderem i kandydatem w wyborach prezydenckich w 1840 i 1844 roku. W 1840 pełnił także rolę wiceprzewodniczącego Światowej Konwencji Antyniewolniczej w Anglii. W wyborach w 1844 roku uzyskał ponad 60 tysięcy głosów, co stanowiło 2,3% wszystkich oddanych głosów i było trzecim wynikiem wśród kandydatów. W następnym roku spadł z konia podczas jazdy, co spowodowało uraz, którego rezultatem był paraliż. Uniemożliwiło mu to dalszą karierę polityczną. 
Zmarł 25 listopada 1857 w Perth Amboy.

## Życie prywatne
W 1816 poślubił pannę McDowell, córkę sędziego okręgowego. Ich synami byli: William, David i James. Był prezbiterianinem.